# Baden (Argòvia)
Baden és un municipi del cantó d'Argòvia (Suïssa), cap del districte de Baden. El 2023 tenia 20.430 habitants.